# 比杰诺尔
比杰诺尔，是印度北方邦比杰诺尔县的一个城镇。总人口79368（2001年）。

## 人口
该地2001年总人口79368人，其中男性41856人，女性37512人；0—6岁人口11942人，其中男6277人，女5665人；识字率62.52%，其中男性为65.70%，女性为58.97%。